# Озгерюш (Узгенский район)
Озгерюш (кирг. Өзгөрүш) — село в Узгенском районе Ошской области Кыргызстана. Входит в состав Ден-Булакского аильного округа. Код СОАТЕ — 41706  255 817 08 0

## Население
По данным переписи 2023 года, в селе проживало 4 045 человек.